# Odontophorus melanotis
Odontophorus melanotis е вид птица от семейство Odontophoridae.

## Разпространение
Видът е разпространен в Коста Рика, Никарагуа, Панама и Хондурас.